# چن ویسینگ
چن ویسینگ (انگلیسی: Chen Weixing؛ زادهٔ ۲۷ آوریل ۱۹۷۲) یک بازیکن تنیس روی میز اهل اتریش بود. 
وی در مسابقات کشوری و بین‌المللی در مجموع برنده ۱ مدال طلا، ۳ مدال نقره، ۳ مدال برنز شده‌است.